# اس‌تی‌اس-۱۳۰

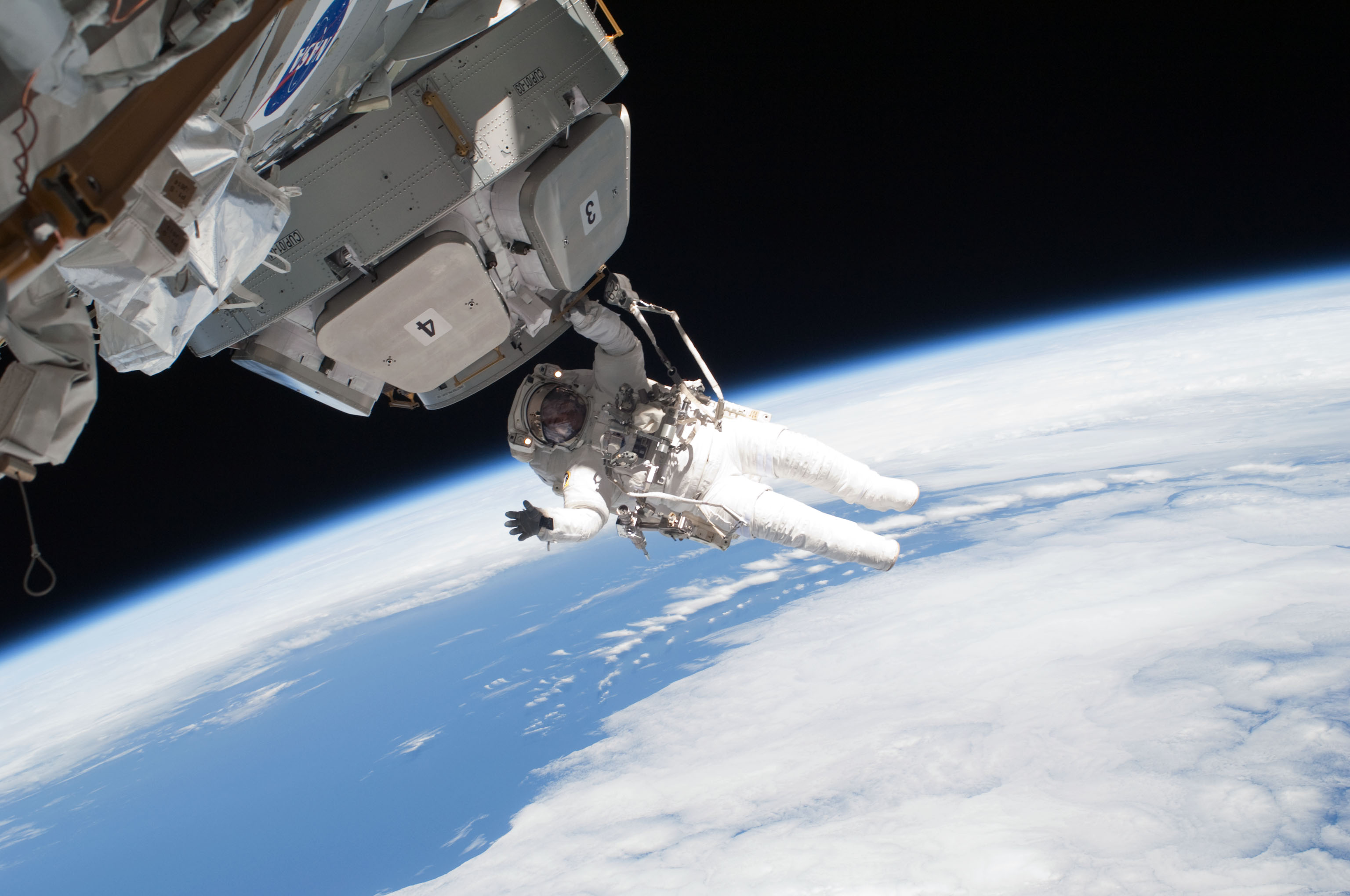
نگاره‌ای از نیکولاس پاتریک در حین انجام مأموریت فضایی اس‌تی‌اس-۱۳۰. در این مأموریت فضایی، نیکولاس پاتریک و روبرت ال. بهنکن (که در این تصویر حضور ندارد)، طی ۵ ساعت و ۴۸ دقیقه راهپیمایی فضایی موفق شدند، جداره‌های محافظ را از هر ۷ پنجرهٔ کوپولا جدا کنند.

اس‌تی‌اس-۱۳۰ (انگلیسی: STS-130) یکی از ماموریت‌های برنامه شاتل‌های فضایی بود که در تاریخ ۸ فوریه ۲۰۱۰ از پایگاه فضایی کندی به مقصد ایستگاه فضایی بین‌المللی پرتاب شد. این مأموریت توسط شاتل اندور برای تکمیل مونتاژ اجزا ایستگاه فضایی، انجام گرفت.